# Restrição (teoria da informação)
Restrição em teoria da informação se refere ao grau de dependência estatística entre variáveis.  
Garner (1962) provê uma minuciosa discussão sobre as várias formas de restrição (restrição interna, restrição externa, restrição total), com aplicação em reconhecimento de padrões e psicologia.
Se refere a restringir algo.